# Малайзія на Чемпіонаті світу з водних видів спорту 2015
Малайзія взяла участь у Чемпіонаті світу з водних видів спорту 2015, який пройшов у Казані (Росія) від 24 липня до 9 серпня.

## Медалісти
| Медаль | Ім'я             | Вид спорту     | Дисципліна          | Дата       |
| ------ | ---------------- | -------------- | ------------------- | ---------- |
| 3      | Панделела Рінонг | Стрибки у воду | вишка, 10 м (жінки) | 30 липня}} |

## Стрибки у воду
Малайські спортсмени кваліфікувалися на змагання з індивідуальних та синхронних стрибків у воду.
Чоловіки
| Спортсмен               | Дисципліна                   | Попередні змагання | Попередні змагання | Півфінали       | Півфінали       | Фінал           | Фінал           |
| Спортсмен               | Дисципліна                   | Очки               | Місце              | Очки            | Місце           | Очки            | Місце           |
| ----------------------- | ---------------------------- | ------------------ | ------------------ | --------------- | --------------- | --------------- | --------------- |
| Ахмад Азман             | Трамплін, 3 метри            | 401.25             | 24                 | Завершив виступ | Завершив виступ | Завершив виступ | Завершив виступ |
| Цзи Лян Оой             | Трамплін, 3 метри            | 391.35             | 27                 | Завершив виступ | Завершив виступ | Завершив виступ | Завершив виступ |
| Чю Ї вей                | Вишка, 10 метрів             | 353.70             | 35                 | Завершив виступ | Завершив виступ | Завершив виступ | Завершив виступ |
| Цзи Лян Оой             | Вишка, 10 метрів             | 400.75             | 22                 | Завершив виступ | Завершив виступ | Завершив виступ | Завершив виступ |
| Ахмад Азман Цзи Лян Оой | Синхронний трамплін, 3 метри | 374.97             | 11 Q               | Н/Д             | Н/Д             | 401.37          | 10              |
| Чю Ї Вей Цзи Лян Оой    | Синхронна вишка, 10 метрів   | 383.40             | 11 Q               | Н/Д             | Н/Д             | 386.52          | 10              |

Жінки
| Спортсменка                  | Дисципліна | Попередні змагання | Попередні змагання | Півфінали        | Півфінали        | Фінал            | Фінал            |
| Спортсменка                  | Дисципліна | Очки               | Місце              | Очки             | Місце            | Очки             | Місце            |
| ---------------------------- | --- | ------------------ | ------------------ | ---------------- | ---------------- | ---------------- | ---------------- |
| Ин Яньї                      | Трамплін, 3 метри | 294.60             | 12 Q               | 296.10           | =11 Q            | 311.10           | 8                |
| Нур Дабіта Сабрі             | Трамплін, 3 метри | 276.65             | 19                 | Завершила виступ | Завершила виступ | Завершила виступ | Завершила виступ |
| Панделела Рінонг             | Вишка, 10 метрів | 363.55             | 3 Q                | 338.10           | 8 Q              | 385.05           | 3                |
| Нур Дабіта Сабрі             | Вишка, 10 метрів | 307.15             | 18 Q               | 316.40           | 14               | Завершила виступ | Завершила виступ |
| Ин Яньї Нур Дабіта Сабрі     | Стрибки у воду на Чемпіонаті світу з водних видів спорту 2015 — синхронний трамплін, 3 метри (жінки)Синхронний трамплін, 3 метри | 274.11             | 9 Q                | Н/Д              | Н/Д              | 294.66           | 8                |
| Льон Мунь Ї Панделела Рінонг | Синхронна вишка, 10 метрів | 311.04             | 3 Q                | Н/Д              | Н/Д              | 303.60           | 7                |

Змішаний
| Спортсмени             | Дисципліна                   | Фінал  | Фінал |
| Спортсмени             | Дисципліна                   | Очки   | Місце |
| ---------------------- | ---------------------------- | ------ | ----- |
| Мухаммад Путех Ин Яньї | Синхронний трамплін, 3 метри | 291.42 | 7     |
| Чю Ї Вей Лох Лох Чжяї  | Синхронна вишка, 10 метрів   | 289.89 | 10    |
| Чю Ї Вей Лох Лох Чжяї  | Команда                      | 360.50 | 9     |

## Плавання на відкритій воді
Одна малайська спортсменка кваліфікувалася на змагання з плавального марафону на відкритій воді.
| Спортсменка | Дисципліна | Час       | Місце |
| ----------- | ---------- | --------- | ----- |
| Хайді Ган   | 5 км       | 1:00:52.1 | 21    |
| Хайді Ган   | 10 км      | 2:00:34.4 | 33    |

## Плавання
Малайські плавці виконали кваліфікаційні нормативи в дисциплінах, які наведено в таблиці (не більш як 2 плавці на одну дисципліну за часом нормативу A, і не більш як 1 плавець на одну дисципліну за часом нормативу B):
Чоловіки
| Спортсмен     | Дисципліна            | Попередній заплив | Попередній заплив | Півфінал        | Півфінал        | Фінал           | Фінал           |
| Спортсмен     | Дисципліна            | Час               | Місце             | Час             | Місце           | Час             | Місце           |
| ------------- | --------------------- | ----------------- | ----------------- | --------------- | --------------- | --------------- | --------------- |
| Чім Хванг Лім | 100 м вільним стилем  | 51.31             | 62                | Завершив виступ | Завершив виступ | Завершив виступ | Завершив виступ |
| Велсон Сім    | 200 м вільним стилем  | 1:51.65           | 51                | Завершив виступ | Завершив виступ | Завершив виступ | Завершив виступ |
| Велсон Сім    | 400 м вільним стилем  | 3:58.75           | 53                | Н/Д             | Н/Д             | Завершив виступ | Завершив виступ |
| Велсон Сім    | 800 м вільним стилем  | 8:18.20           | 38                | Н/Д             | Н/Д             | Завершив виступ | Завершив виступ |
| Велсон Сім    | 1500 м вільним стилем | 16:09.72          | 43                | Н/Д             | Н/Д             | Завершив виступ | Завершив виступ |
| Терн Дзян Хан | 50 м на спині         | 26.73             | 47                | Завершив виступ | Завершив виступ | Завершив виступ | Завершив виступ |
| Вонг Фу Канг  | 100 м брасом          | 1:02.89           | 45                | Завершив виступ | Завершив виступ | Завершив виступ | Завершив виступ |

Жінки
| Спортсменка   | Дисципліна           | Попередній заплив | Попередній заплив | Півфінал         | Півфінал         | Фінал            | Фінал            |
| Спортсменка   | Дисципліна           | Час               | Місце             | Час              | Місце            | Час              | Місце            |
| ------------- | -------------------- | ----------------- | ----------------- | ---------------- | ---------------- | ---------------- | ---------------- |
| Каролін Чан   | 50 м на спині        | 30.14             | 37                | Завершила виступ | Завершила виступ | Завершила виступ | Завершила виступ |
| Чуї Лаї Кван  | 50 м вільним стилем  | 26.13             | 44                | Завершила виступ | Завершила виступ | Завершила виступ | Завершила виступ |
| Кхоо Цай Лінь | 400 м вільним стилем | 4:18.75           | 31                | Н/Д              | Н/Д              | Завершила виступ | Завершила виступ |
| Кхоо Цай Лінь | 800 м вільним стилем | 8:55.20           | 31                | Н/Д              | Н/Д              | Завершила виступ | Завершила виступ |
| Джінк-Ен Пхее | 50 м брасом          | 32.37             | 41                | Завершила виступ | Завершила виступ | Завершила виступ | Завершила виступ |
| Джінк-Ен Пхее | 100 м брасом         | 1:11.76           | 46                | Завершила виступ | Завершила виступ | Завершила виступ | Завершила виступ |

## Синхронне плавання
Одна малайська спортсменка кваліфікувалася на змагання соло.
| Спортсменка | Дисципліна              | Попередні змагання | Попередні змагання | Фінал            | Фінал            |
| Спортсменка | Дисципліна              | Очки               | Місце              | Очки             | Місце            |
| ----------- | ----------------------- | ------------------ | ------------------ | ---------------- | ---------------- |
| Лі Їнг Хуей | соло, довільна програма | 73.0333            | 22                 | Завершила виступ | Завершила виступ |